# 일상으로의 초대
〈일상으로의 초대〉는 1998년에 발표된 대한민국의 음악가 신해철의 솔로 3집 《Crom's Techno Works》의 타이틀 곡이다. 테크노 장르의 곡으로서, 연인에 대한 그리움을 본인의 일상 속으로 들어와달라는 가사를 통해서 노래로 표현해냈다.

## 가사
산책을 하고 차를 마시고
책을 보고 생각에 잠길 때
요즘엔 뭔가 텅 빈 것 같아
지금의 난
누군가 필요한 것 같아
친굴 만나고 전화를 하고
밤새도록 깨어있을 때도
문득 자꾸만 네가 생각나
모든 시간
모든 곳에서 난 널 느껴
내게로 와 줘
내 생활 속으로
너와 같이 함께라면
모든 게 새로울거야
매일 똑같은 일상이지만
너와 같이 함께라면
모든 게 달라질거야
서로에 대해
거의 모든 걸 지켜보며
알게 된다는 게
말처럼 그리 쉽지 않겠지
그렇지만 난 준비가 된 것 같아
너의 대답을
나 기다려도 되겠니
난 내가 말할 때
귀 기울이는 너의 표정이 좋아
내 말이라면 어떤 거짓 허풍도
믿을 것 같은 그런 진지한 얼굴
네가 날 볼 때마다
난 내 안에서
설명할 수 없는 기운이 느껴져
네가 날 믿는 동안엔 어떤 일도
해낼 수 있을 것 같은 기분이야
이런 날 이해하겠니
내게로 와 줘
내게로 와 줘
내 생활 속으로
너와 같이 함께라면
모든 게 새로울거야
매일 똑같은 일상이지만
너와 같이 함께라면
모든 게 달라질거야
I'm spending whole
my days for you
Cause I am always
thinking about you
I really like to share
my life with you
I truely want to be
someone for you
So It is an invitaion to you
Now I am waiting for
the answer from you
I swear I will do
anything for you
But sadly I've got
nothing to give you
All I can do is just say
I love you
해가 저물면 둘이 나란히
지친 몸을 서로에 기대며
그 날의 일과 주변 일들을
얘기하다 조용히 잠들고 싶어

## 같이 보기
- 신해철
- CROM'S TECHNO WORKS